# عظماوي
قبيلة العظماوي
قبيلة العظماوي هي قبيلة عربية أصيلة ذات جذور تاريخية عميقة في الجزيرة العربية، ينتشر أبناؤها في عدة دول عربية، أبرزها المملكة العربية السعودية وجمهورية العراق. اشتهرت القبيلة عبر التاريخ بمكانتها في مجالات التجارة، بالإضافة إلى مساهماتها في العلوم الدينية والفقه الإسلامي، كما ارتبط اسمها بالتنقل والاستقرار في مناطق مختلفة من شبه الجزيرة العربية وشمال إفريقيا

## قبيلة العظماوي
قبيلة العظماوي هي قبيلة عربية أصيلة ذات جذور ضاربة في عمق التاريخ العربي، ينتشر أبناؤها في عدة دول عربية أبرزها المملكة العربية السعودية وجمهورية العراق. اشتهرت القبيلة منذ قرون طويلة بمكانتها في مجالات التجارة، وبرز من أبنائها عدد من الشخصيات المعروفة في علوم الفقه والدين، كما ارتبط اسمها بالتنقل والاستقرار في مناطق مختلفة من شبه الجزيرة العربية وصولاً إلى شمال إفريقيا.

### النشأة والأصل
ترجع بعض الروايات أصل قبيلة العظماوي إلى العراق، حيث استقرت بعض فروعها في المناطق القريبة من نهر دجلة ومحيط بغداد، وكان لها دور في الحياة الاقتصادية والدينية في تلك المناطق. وفي المقابل، تشير روايات أخرى إلى أن منشأ القبيلة كان في مناطق وسط نجد في المملكة العربية السعودية، ومن هناك بدأت الهجرات التدريجية بحثًا عن الرزق والمعرفة.
يُعتقد أن القبيلة بدأت تكتسب هويتها المعروفة منذ أكثر من 300 عام، وكانت حركتها جزءًا من نمط تاريخي أوسع لانتشار القبائل العربية التي خرجت من شبه الجزيرة العربية متجهة نحو المشرق والمغرب. وقد ساهم هذا الانتشار في توسيع نطاق تأثيرها الاجتماعي والثقافي في عدة أقاليم.

### النشاط التجاري والتنقل
من أبرز السمات التي ميزت قبيلة العظماوي هي انخراطها الكبير في التجارة، لا سيما في القرون الماضية. كانت القبيلة معروفة بامتلاكها قوافل تجارية تتحرك بين مناطق الجزيرة العربية والعراق والشام، وتنقل السلع مثل التوابل، الجلود، القطن، والمنتجات الزراعية. هذا النشاط التجاري تطلّب قدرة كبيرة على التكيّف مع طبيعة الصحراء، ومعرفة دقيقة بالطرق والمسالك، بالإضافة إلى مهارات التفاوض.
وقد ساهم هذا النمط في جعل القبيلة على تواصل دائم مع مختلف المجتمعات، مما أكسبها احترامًا واسعًا وعلاقات متينة مع قبائل وعائلات بارزة أخرى.

### المعرفة والدين
لم تقتصر إنجازات قبيلة العظماوي على التجارة، بل كان لها دور ملحوظ في نقل العلوم الدينية، خاصة في مجال الفقه الإسلامي والقراءات القرآنية. برز من أبنائها عدد من العلماء والفقهاء الذين تلقوا علومهم في المدارس الدينية في العراق والحجاز، وأسهموا في تدريس طلاب العلم وخدمة المجتمع من خلال القضاء والإفتاء.
وقد كانت بعض البيوت في القبيلة معروفة بحفظ المخطوطات والكتب الدينية، كما لعبت دورًا في تأسيس بعض الكتاتيب التي كانت نواة للتعليم في مناطق تواجدها.

### الانتشار الجغرافي
مع مرور الزمن، تفرعت القبيلة وانتشرت في عدة مناطق، ولا يزال لها تواجد ملحوظ في المملكة العربية السعودية والعراق. كما يوجد عدد من أفرادها في دول عربية أخرى كالأردن، الكويت، وسوريا، بالإضافة إلى وجود أقلية في شمال إفريقيا، تحديدًا في المغرب، نتيجة للهجرات القديمة التي أعقبت التوسع التجاري والبحث عن الاستقرار.
وقد ساعد هذا الانتشار الواسع في الحفاظ على روابط قبلية قوية رغم التباعد الجغرافي، من خلال الأنساب المشتركة والتقاليد المتوارثة.

### التراجع والحضور التاريخي
وعلى الرغم من أن قبيلة العظماوي قد تراجع صيتها في السعودية خلال العقود الأخيرة نتيجة للتحولات الاجتماعية والاقتصادية، إلا أن وجودها لا يزال حاضرًا في ذاكرة التاريخ العربي، وتُذكر في كثير من المؤلفات والوثائق باعتبارها واحدة من أعرق القبائل العربية التي تركت بصمة واضحة في مجالات التجارة والدين والثقافة.
لا تزال القصص والروايات الشعبية تتناقل ذكر مآثر القبيلة في الصدق والأمانة وال